# سیارک ۲۸۰۵۹
سیارک ۲۸۰۵۹ (به انگلیسی: 28059 Kiliaan، نامگذاری:1998OZ7) بیست و هشت هزار و پنجاه و نهمین سیارک کشف شده‌است که در ۲۶ ژوئیه ۱۹۹۸ کشف شد.